# UTC−04:00
UTC−4 é a diferença de fuso horário que subtrai quatro horas do Tempo Universal Coordenado (UTC); isto é, a hora local padrão e o horário de verão neste fuso é de menos quatro horas em relação ao Meridiano de Greenwich.
Longitude ao meio: 60º 00' 00" O

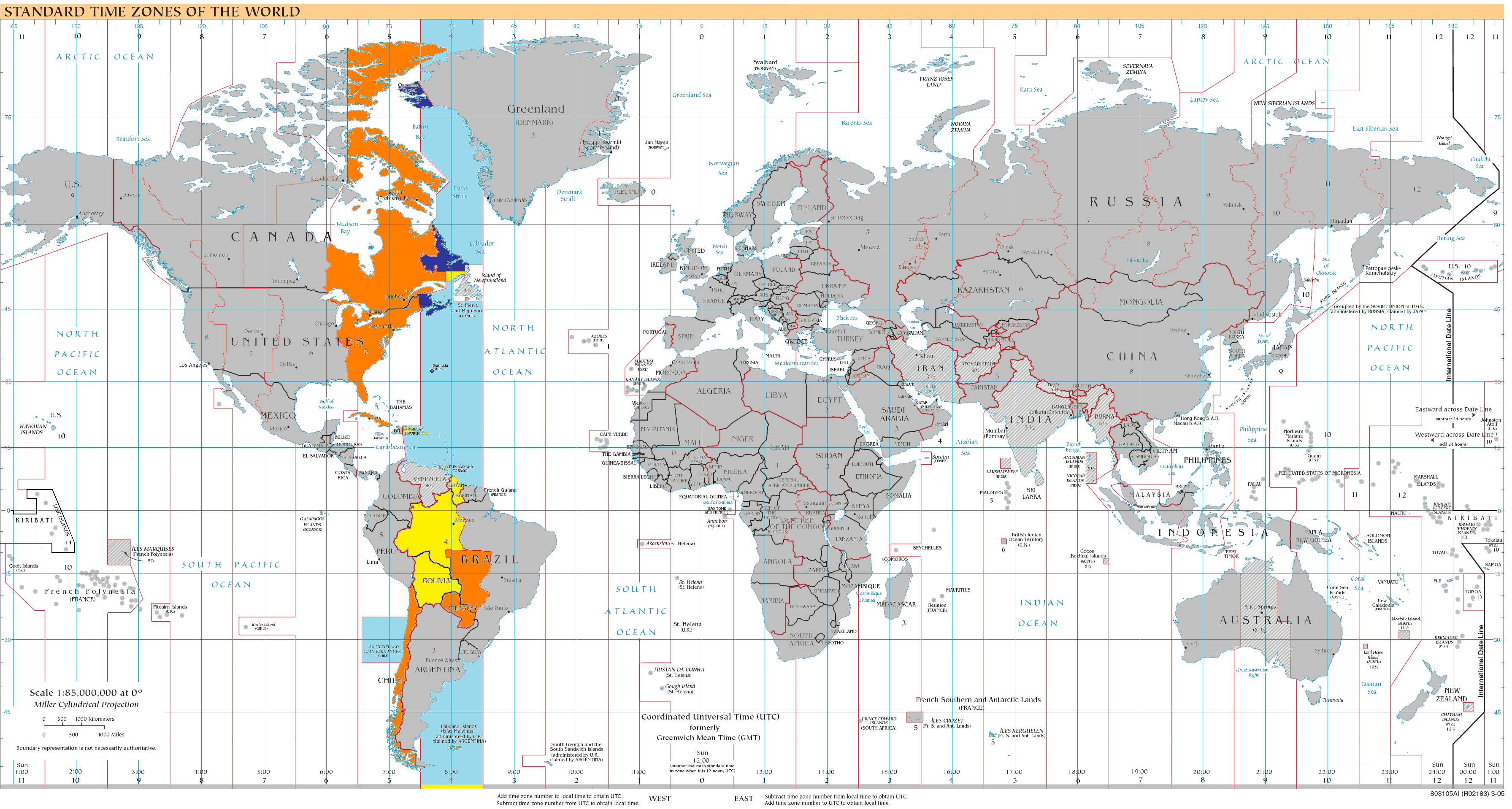
Mapa contendo as variações de tempo de acordo com a longitude, com a UTC-4:00 em destaque

No Brasil, este fuso horário foi usado no oeste do estado do Pará, região onde existia a proposta de criação do Estado do Tapajós. Porém, em 2008, os moradores dessa região do estado passaram a adotar o fuso horário UTC −3, igualando-se ao fuso horário da capital paraense.
Nos Estados Unidos, este fuso horário é conhecido como Horário Padrão do Atlântico ou AST - Atlantic Standard Time.

## Tempo padrão

### O ano todo
- Antígua e Barbuda
- Barbados
- Bolívia
- Brasil
  -  Amazonas (exceto a região fronteiriça com o Acre e a República do Peru)
  -  Mato Grosso (exceto Barra do Garças)
  -  Mato Grosso do Sul (exceto Bataguassu e Três Lagoas)
  -  Rondônia
  -  Roraima
- Canadá
  -  Quebec
    - Golfo de São Lourenço[3][4]
- Dominica
- Estados Unidos
  -  Ilhas Virgens Americanas
  -  Porto Rico
- França
  -  Guadalupe
  -  Martinica
  -  São Bartolomeu
  -  São Martinho Francês
- Granada
- Guiana
- Neerlândia
  -  Aruba
  -  Neerlândia caribenha (Bonaire, Santo Eustáquio e Saba)
  -  Curaçau
  -  São Martinho Neerlandês
- Reino Unido
  -  Anguila
  -  Ilhas Virgens Britânicas
  -  Monserrate
- República Dominicana
- Santa Lúcia
- São Cristóvão e Neves
- São Vicente e Granadinas
- Trindade e Tobago
- Venezuela[5]

### Tempo padrão no invernosetentrional
- Canadá (do primeiro domingo de novembro, ao segundo domingo de março)[6]
  -  Ilha do Príncipe Eduardo
  -  Novo Brunswick
  -  Nova Escócia
  -  Quebec
    - Ilha Grindstone.[7]

  -  Terra Nova e Labrador (exceto a ilha de Terra Nova, e extremo leste da península do Labrador)
- Dinamarca
  -  Groenlândia
    - Aeroporto de Thule (do primeiro domingo de novembro, ao segundo domingo de março)[8]
- Reino Unido
  -  Bermudas (do primeiro domingo de novembro, ao segundo domingo de março)[9]

### Tempo padrão no invernomeridional
- Bolívia (do segundo domingo de abril, ao segundo domingo de setembro)
- Chile (do primeiro domingo de abril, ao primeiro domingo de setembro)[10]
  - Continente (exceto a Região de Magalhães)[11]

## Horário de verão

### No hermisfério norte
Conhecido nos Estados Unidos como Horário de verão de Nova York ou EDST - Eastern Daylight Saving Time: Inicia no segundo domingo de março, e finaliza no primeiro domingo de novembro.
- Bahamas
- Canadá
  -  Nunavut (Leste, incluindo a capital Iqaluit)[12]
  -  Ontário (Exceto na divisa com Manitoba)[13]
  -  Quebec[14] (Exceto no Golfo de São Lourenço[15] e na ilha Grindstone).[16]
- Cuba
- Estados Unidos
  -  Connecticut
  -  Delaware
  -  Flórida
  -  Geórgia
  -  Indiana
  -  Kentucky (Leste)[17]
  -  Maine
  -  Maryland
  -  Massachusetts
  -  Michigan (Exceto condados fronteiriços com Wisconsin)[18]
  -  Nova Hampshire
  -  Nova Jérsei
  -  Nova Iorque
  -  Carolina do Norte
  -  Ohio
  -  Pensilvânia
  -  Rhode Island
  -  Carolina do Sul
  -  Tennessee (Leste)[19]
  -  Vermont
  -  Virgínia
  -  Distrito de Colúmbia
  -  Virgínia Ocidental
- Haiti
- Reino Unido
  -  Turcas e Caicos[20] (do segundo domingo de março, ao primeiro domingo de novembro)[21]